# Palamito
Il palamìto (detto anche palangaro, palangrese; o coffa o conzu in siciliano) è un attrezzo di pesca professionale o sportiva costituito da una lunga lenza di grosso diametro con inseriti ad intervalli regolari spezzoni di lenza più sottile portanti ognuno un amo.

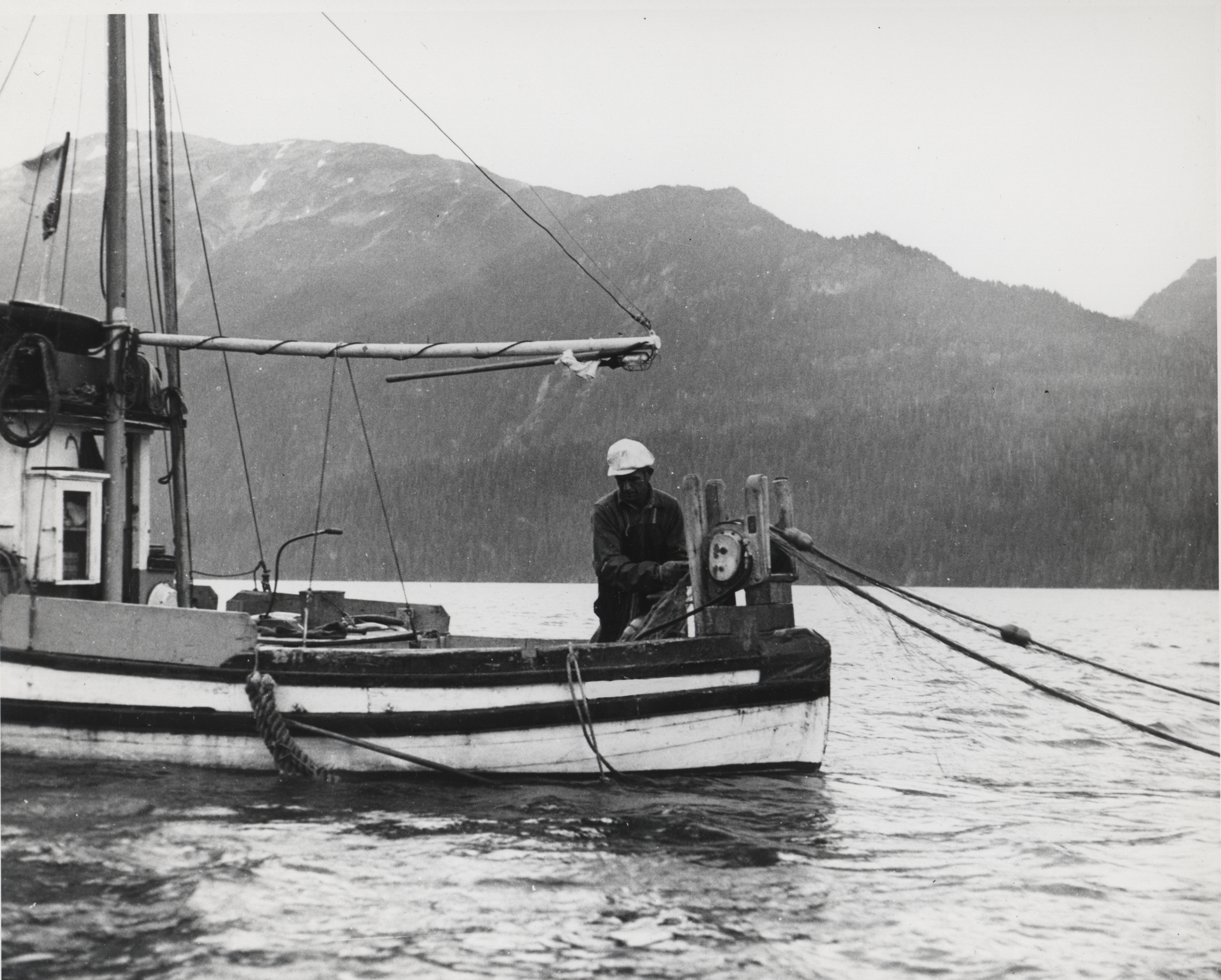
Recupero di un palamito in una foto d'epoca

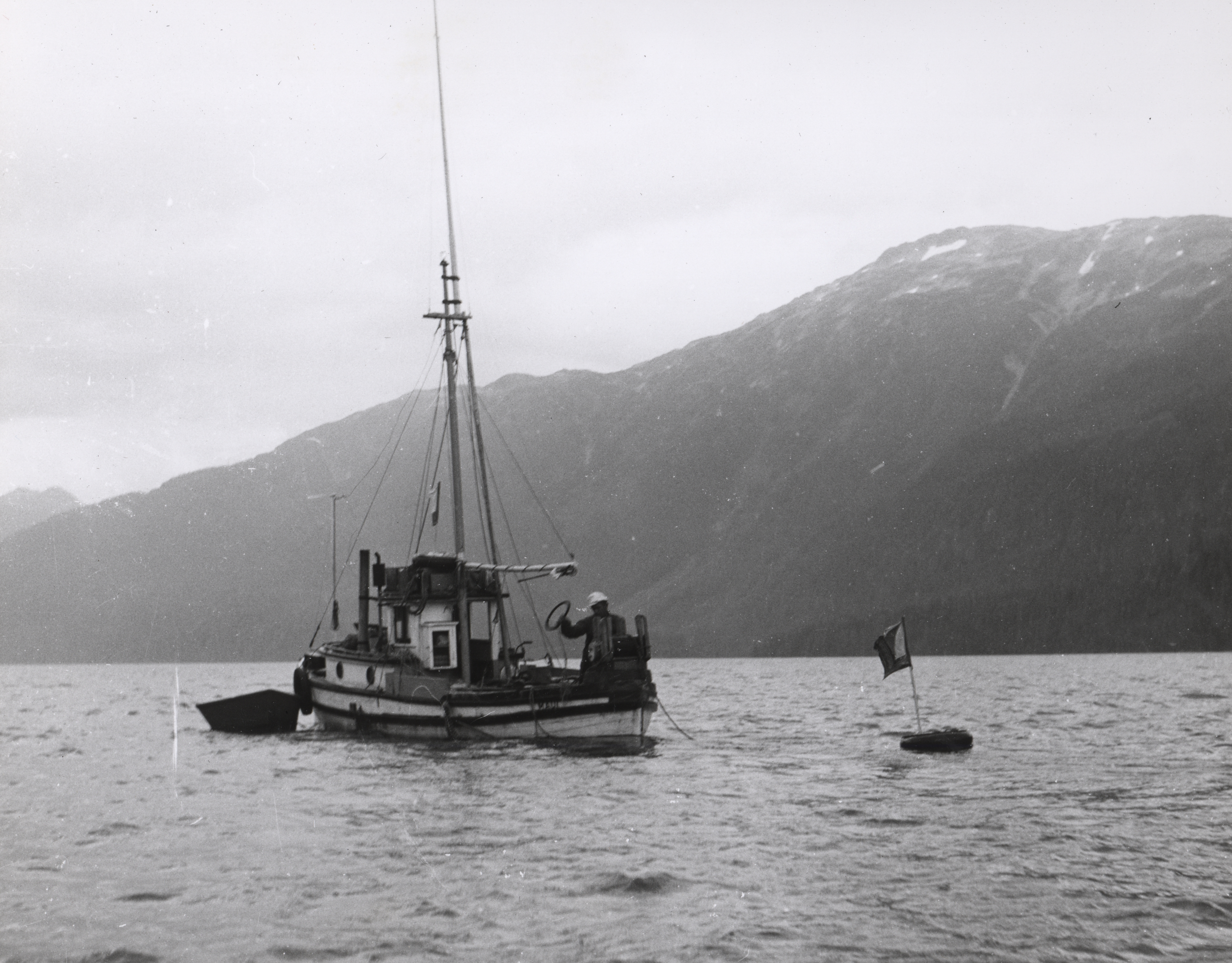
Cala di un palamito in una foto d'epoca

## Struttura

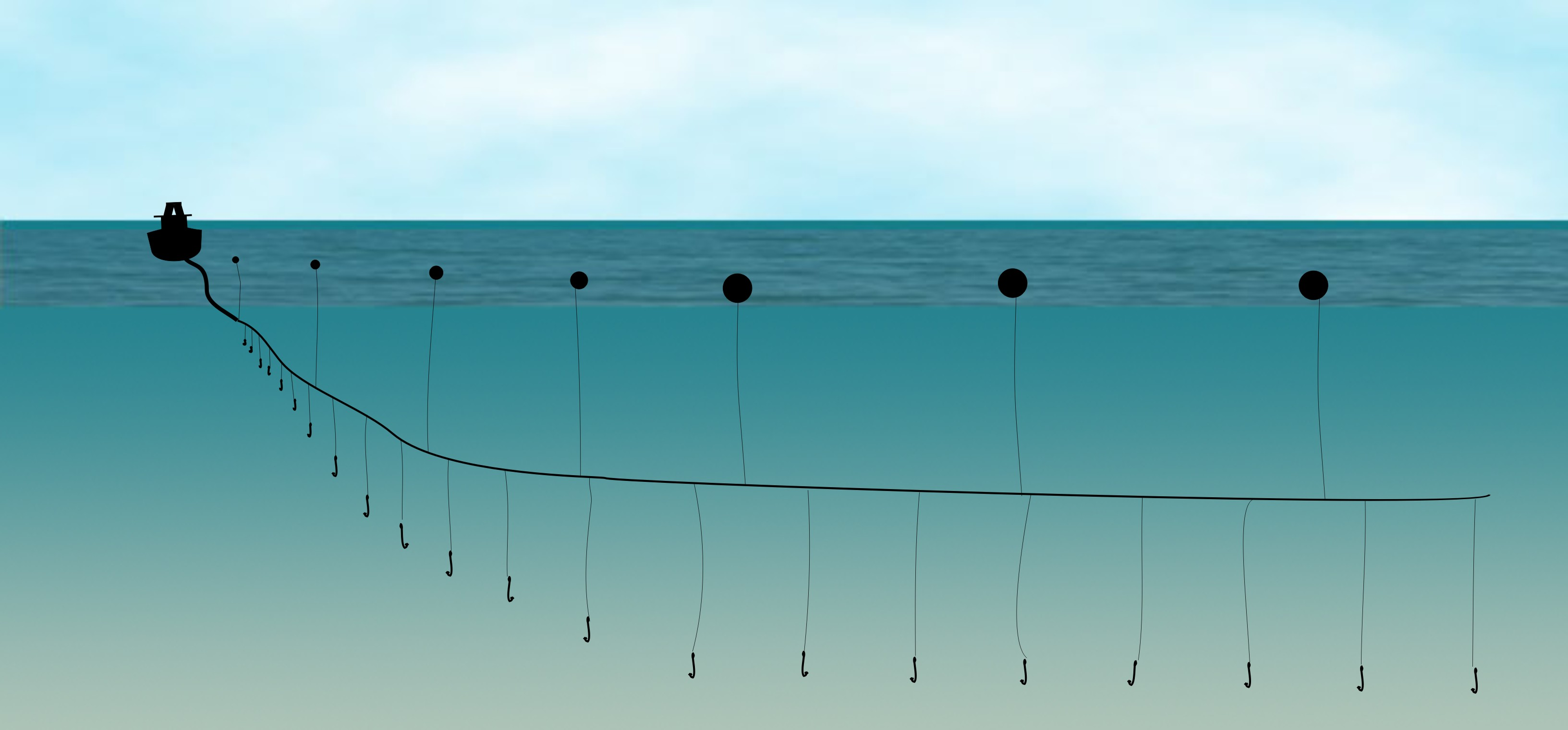
Disposizione delle funi e degli ami nella pesca al palamito.

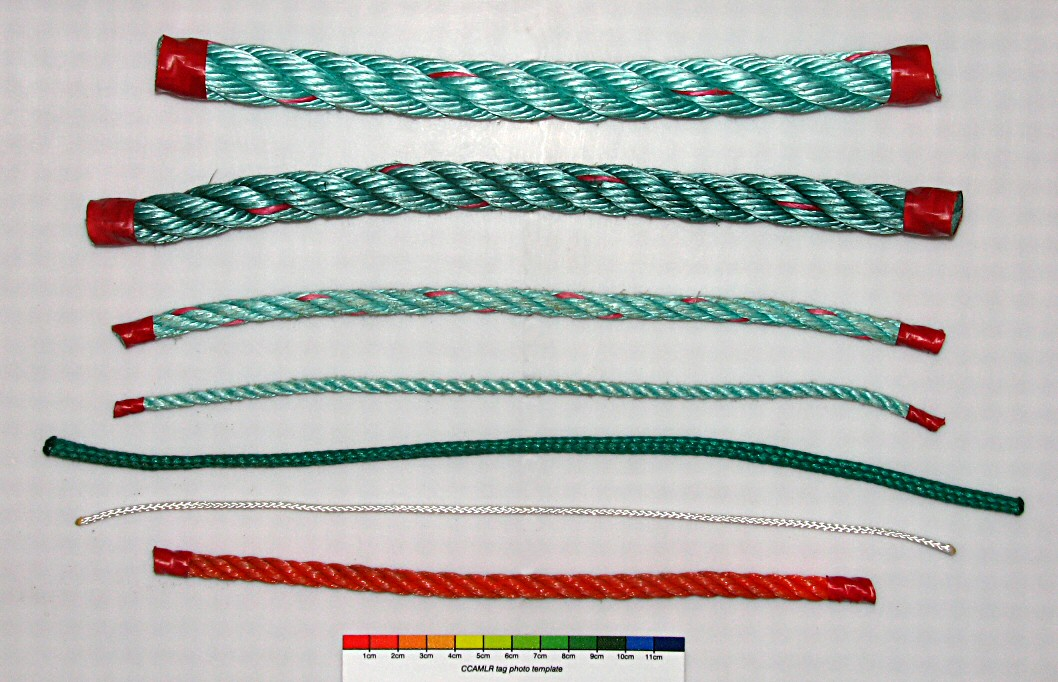
Esempi di travi utilizzate per la pesca con il palamito.

Sostanzialmente il palamito è costituito da un lungo e robusto cavetto (trave o madre) con numerosi bracciòli più sottili ognuno dei quali porta un amo. A intervalli regolari sulla trave sono inseriti dei cavetti portanti dei galleggianti che permettono il posizionamento dell'attrezzo alla corretta profondità di pesca. Ai due estremi della madre sono fissate due cime portanti un galleggiante con bandiera (o riflettore radar) che permette la facile localizzazione dell'attrezzo. Se il palangrese è fisso questa cima porta anche un peso nella parte inferiore. Il palamito si definisce fisso se è ancorato al fondo e derivante se è libero di seguire le correnti.
Diametro della madre e dei braccioli, intervalli di distribuzione dei braccioli sulla madre, dimensione degli ami utilizzati, scelta dell'esca, profondità di pesca e del momento di calata e salpata sono le variabili che permettono di indirizzare l'attività di pesca alla specie desiderata con una certa selettività, dai piccoli sparidi di fondale ai grandi pelagici di superficie.
Palamiti fissi e derivanti hanno alcune differenze di struttura, la lunghezza dei braccioli, ad esempio, nei palangari fissi va dai 100 cm ai 3 metri, nei palangari derivanti può raggiungere i 30 metri. I braccioli di palamiti tesi a specie dotate di dentatura robusta (squali, pesci serra, ecc.) possono avere la parte finale in cavetto di acciaio.
La scelta dell'amo, soprattutto della sua dimensione, è una fase cruciale nella progettazione di un palamito e presuppone la conoscenza delle specie ittiche bersaglio dell'attrezzo.

### Esche

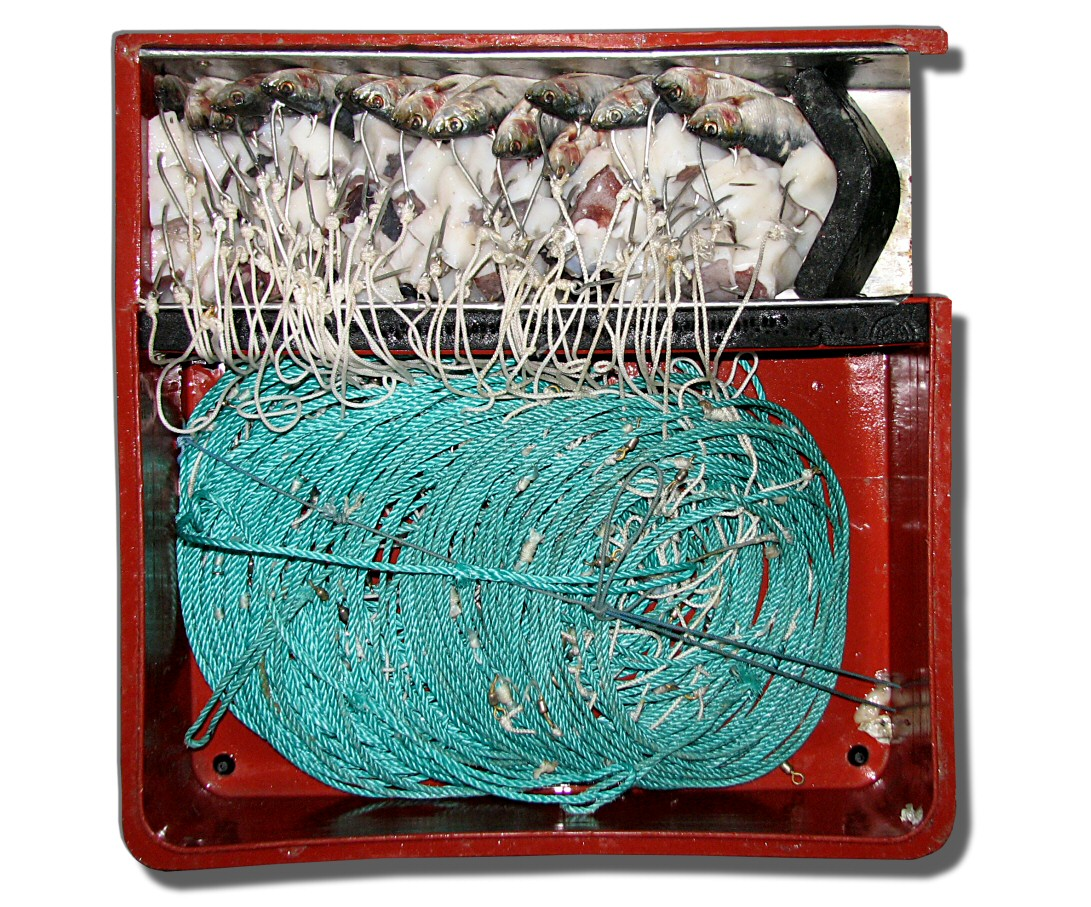
Esche attaccate agli ami.

Le esche impiegate per armare i palamiti sono varie quanto i tipi dell'attrezzo stesso, possono essere utilizzati pesci vivi o morti, cefalopodi o altri molluschi, oloturie, crostacei o perfino esche artificiali. Talvolta viene abbinata all'esca principale una sorgente luminosa.

## Tecnica di pesca e tipologie di palamito
Il palamito viene in genere calato la sera e salpato al mattino successivo ma non è un imperativo, infatti alcune specie vengono pescate durante il giorno. Con questa tecnica si insidiano vari tipi di pesce, da piccoli come le aguglie a grandi come tonni, pesci spada e squali. Come tutti gli attrezzi ed i sistemi di pesca ha diverse denominazioni dialettali:"conzo" o "cuonzo" e "coffa" sono tipiche del meridione d'Italia, "palamito" è usato perlopiù dalle marinerie liguri e toscane. La denominazione ufficiale italiana è "palangaro". Una volta il palamito dopo ogni cala veniva disteso sulla spiaggia per eliminare gli eventuali imbrogli e sostituire gli ami mancanti, e poi riposto ordinatamente nel suo contenitore, tondo o quadrato a seconda delle marinerie, noto come coffa (nome talvolta impropriamente usato per definire l'intero palamito). Attualmente le fasi di salpaggio e, talvolta, di calata vengono effettuate automaticamente.
A seconda della/e specie bersaglio (dal piccolo sparide al grande pelagico - pesce spada o tonno -) viene calato a fondale o, grazie ad un'opportuna distribuzione di galleggianti e pesi a mezz'acqua, o addirittura in superficie.
In alcune marinerie del nordatlantico vengono utilizzate macchine particolari che svolgono autonomamente ed in automatico le operazioni di innesco, calata, salpata, slamatura dei pesci, pulizia degli ami dall'esca residua, ed immagazzinaggio.
In Scandinavia (Norvegia in particolare) piccole barche (10 m in media) calano a merluzzi dai 10.000 ai 25.000 ami al giorno, utilizzando perlopiù il sistema "miniline" della Mustad.

## Prede

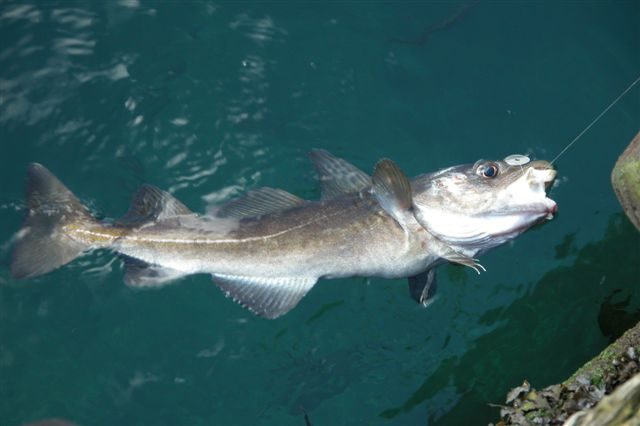
Pesce all'amo durante la cattura.

Le prede più pregiate dei palamiti costieri sono rappresentate da spigole, orate, saraghi e specie simili. I palamiti di alto fondale sono impiegati soprattutto per la pesca dei naselli. I palangari derivanti servono principalmente alla cattura di grandi pesci pelagici come tonni, pesci spada, aguglie imperiali o alalunghe. Si può dire che è possibile approntare un palamito per ogni tipo di pesce che abbocchi agli ami ed infatti ve ne sono un'infinità di tipi locali, ognuno dei quali adatto per la cattura di un dato tipo di pesce.

## Storia
È un attrezzo diffuso in tutto il mondo e, rispetto ad altre tecniche di pesca, relativamente recente: si ritiene infatti abbia avuto origine in Catalogna nel 1700, e da qui si sia rapidamente diffuso nel resto d'Europa e nel mondo.
Tecnica innovativa e modernissima per l'epoca, al punto che la sua diffusione nelle comunità costiere norvegesi incontrò la ferma opposizione del clero locale che riteneva il suo (per l'epoca) elevato potenziale di pesca "corruttore" della moralità delle masse.

## Legislazione italiana
Il decreto del Ministero dell'agricoltura, della sovranità alimentare e delle foreste del 30 gennaio 2024 (Misure tecniche per la pesca sportiva e ricreativa con il palangaro) ha stabilito che: 1. il numero complessivo degli ami dei palangari presenti a bordo e/o calati da ciascuna unità da diporto non deve essere superiore a 50, qualunque sia il numero delle persone presenti a bordo; 2. è vietato l’uso di verricelli salpa-reti elettrici o collegati a motori termici. 3. a bordo delle unità da diporto, è vietata la detenzione contemporanea di palangari e salpa-reti elettrici o collegati a motori termici.

## Impatto ambientale
Le organizzazioni ambientaliste sostengono che il palamito possa risultare dannoso nei confronti delle popolazioni di uccelli marini, che durante le fasi della cala possono afferrare gli ami innescati prima che questi vadano a fondo.
In realtà questo è vero per quanto riguarda gli Oceani, ma non per Il Mediterraneo. 
Per ridurre il rischio di impatto sugli uccelli, vengono utilizzati diversi mezzi. Il più efficace ed utilizzato consiste nell'uso di un cavo a cui sono attaccate vistose bandiere legato a poppa e lasciato in scia alla barca proprio dove vengono calate le esche che agisce come uno spaventapasseri.
Per quanto riguarda l'ittiofauna il palamito è considerato un attrezzo selettivo, infatti il posizionamento nella colonna d'acqua, la scelta dell'esca e, soprattutto, delle dimensioni dell'amo possono escludere la maggior parte delle specie non interessanti economicamente e le fasi giovanili delle specie bersaglio.